# Armășești, Vâlcea
Armășești este satul de reședință al comunei Cernișoara din județul Vâlcea, Oltenia, România.

## Vezi și
- Biserica de lemn din Armășești

 Acest articol despre o localitate din județul Vâlcea este deocamdată un ciot. Puteți ajuta Wikipedia prin completarea lui.